# دوريان باسق
دوريان باسق (الاسم العلمي:Durio excelsus) هو نوع من النباتات يتبع جنس الدوريان من الفصيلة الخبازية.